# Рала
Рала — річка в Україні, у Носівському районі Чернігівської області. Права притока Остра (басейн Дніпра).

## Опис
Довжина річки приблизно 10,6 км.

## Розташування
Бере початок на південному сході від Лихачіва. Тече переважно на південний схід понад Плоским і впадає у річку Остер, ліву притоку Десни.